# Carlisle
Carlisle [ˈkɑːlaɪl], [kɑːˈlaɪl] ist eine Stadt in der Grafschaft Cumbria im Norden Englands. Sie ist die wichtigste Siedlung der Unitary Authority Cumberland, liegt etwa 16 km von der Grenze zu Schottland entfernt und hat rund 75.000 Einwohner (2011).

## Geschichte

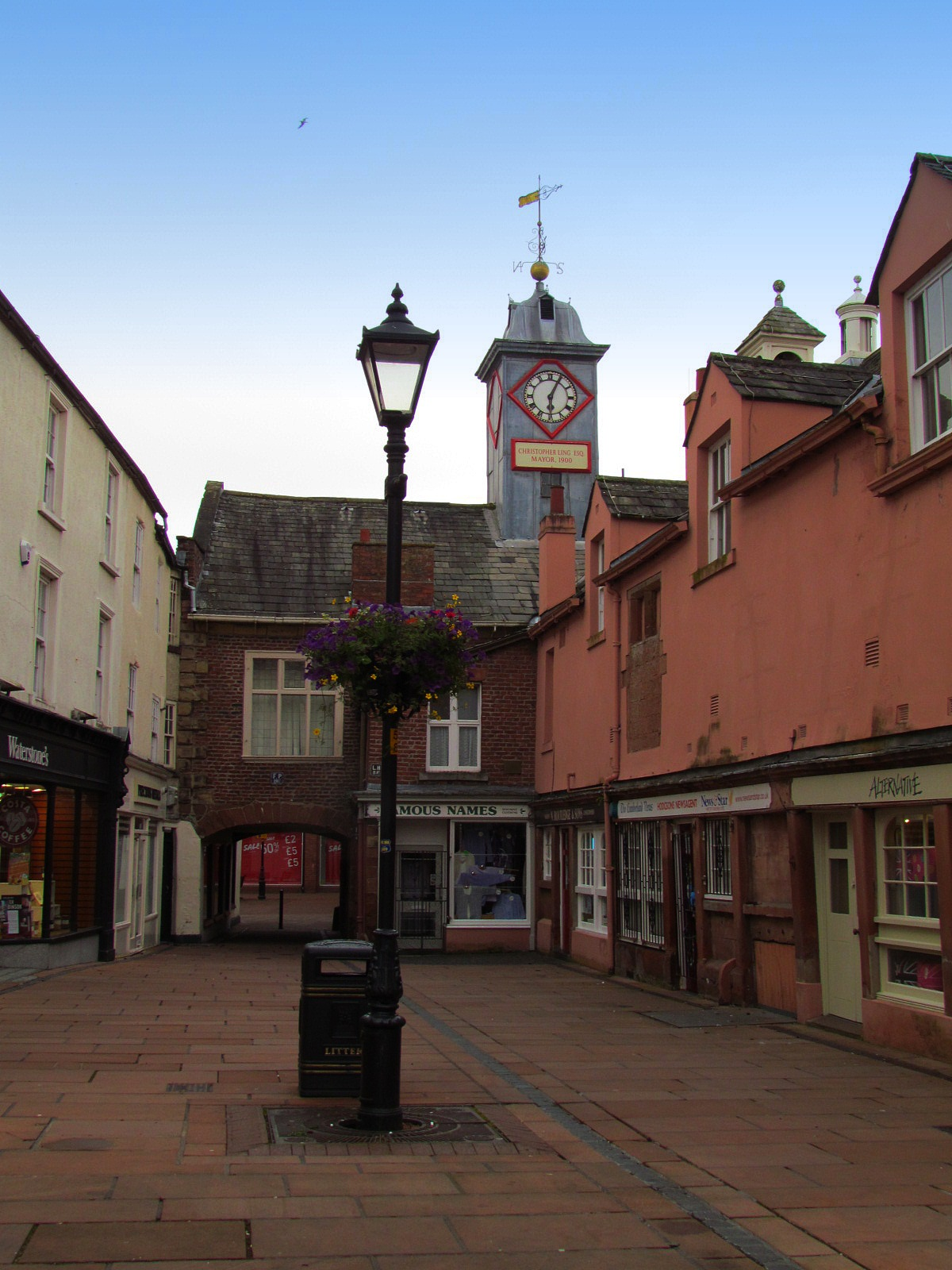
Straße in Carlisle

Die erste Siedlung, die auf dem Gebiet von Carlisle errichtet wurde, war das keltische Luguvalion, welches sich im 2. Jahrhundert zur römischen Stadt Luguvalium entwickelte. Eine Weiheinschrift (RIB 947) nennt die keltisch-römische Gottheit Mars Barrex, eine andere (RIB 949) Mars Ocelus. Im 12. Jahrhundert wurde Carlisle Hauptstadt der Grafschaft Cumberland.
Die Stadt liegt an einem leichten Anstieg, dem Cumberland Ward, am Zusammenfluss der Flüsse Eden, Caldew und Petteril. Die Stadt gehört zur Unitary Authority Cumberland und ist das Verwaltungszentrum.
Als letzte englische Stadt vor der schottischen Grenze wurde Carlisle, als die beiden Länder noch zwei eigenständige Königreiche waren, zu einer wichtigen Festung; das von dem deutschen Militär-Ingenieur Stephan von Haschenperg im Jahr 1541/42 ausgebaute Carlisle Castle ist heute noch recht gut erhalten. Es wurde 1092 von König Wilhelm II. errichtet und diente einst als Gefängnis für Maria Stuart. Wegen des häufig wechselnden Verlaufs der englisch-schottischen Grenze während der schottischen Unabhängigkeitskriege hat Carlisle eine ausgeprägt schottische Atmosphäre.
Als wichtiges Handelszentrum und Eisenbahnknoten liegt Carlisle 90 km westlich von Newcastle upon Tyne, 114 km nördlich von Lancaster, 144 km südlich von Glasgow, 149 km südwestlich von Edinburgh, 190 km nordwestlich von York und 480 km nordnordwestlich von London.

## Carlisle in der Literatur
In seinen Ritterromanen verlegte Chrétien de Troyes die Sage um König Artus nach Galloway; so schreibt Chrétien dem König – neben Camelot – eine zweite Residenz zu: „Cardeoil“. Die Angelsächsische Chronik wiederum (um 1150) nennt „Cardeol“ oder „Carduil“ als Bezeichnung des heutigen Carlisle.

## Bauwerke und Infrastruktur
- Das preisgekrönte Tullie House Museum erzählt die Geschichte des Grenzlandes und zeigt Material zum Hadrianswall, der nahe der Stadt entlangläuft.
- Die Kathedrale von Carlisle ist ein fast 900-jähriges Gotteshaus (eingeweiht 1133).[1]
- Festung Carlisle Castle

## Verkehr
Der kleine Flughafen Carlisle Lake District Airport liegt 8 km nordöstlich des Ortes. Der nächste große Flughafen ist der 81 km entfernte Newcastle International Airport.

## Religion

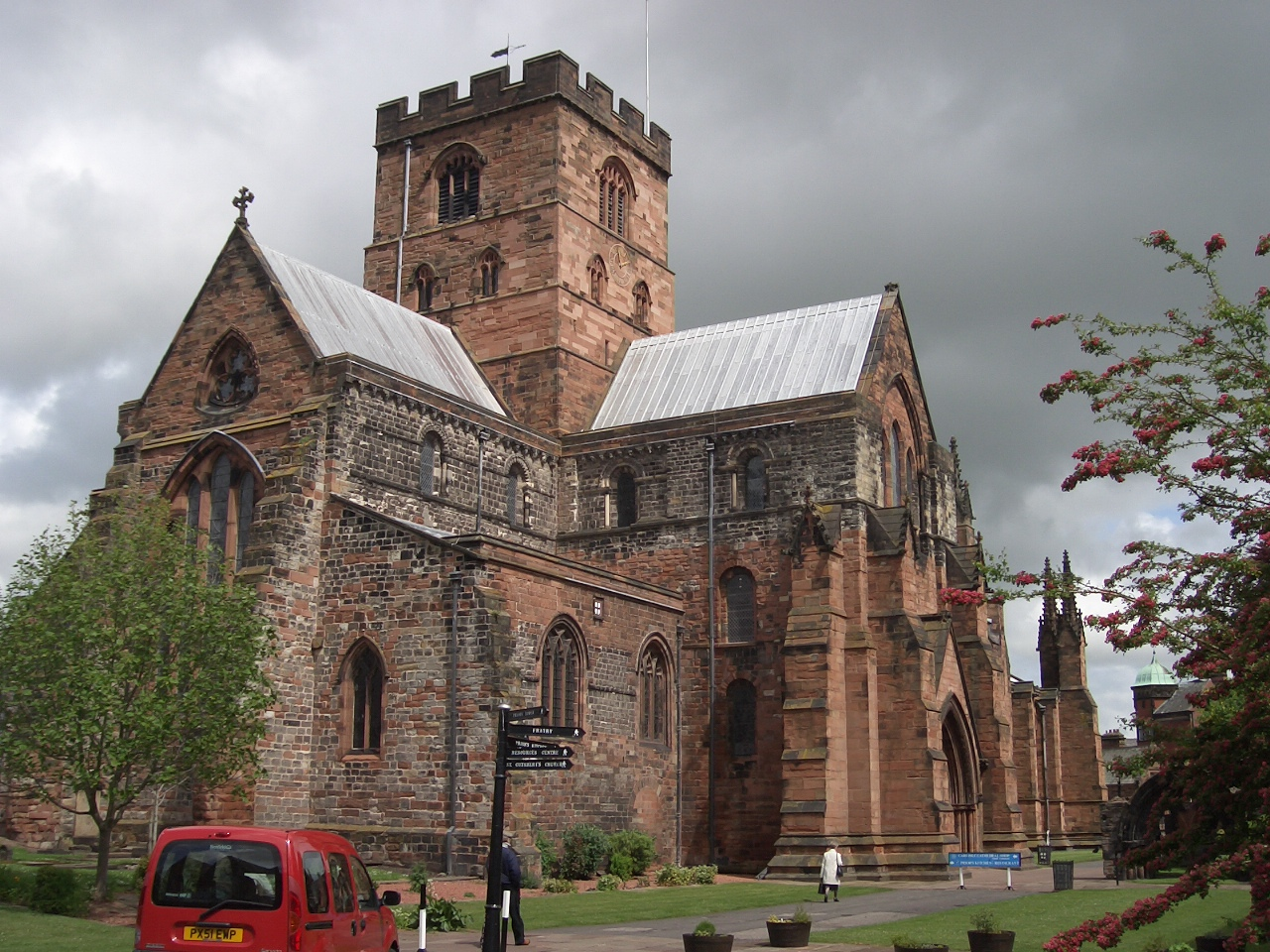
Kathedrale von Carlisle

Die Carlisle Cathedral ist die Hauptkirche der anglikanischen Diözese Carlisle. Für die Katholiken gehört die Stadt zum Bistum Lancaster.

## Partnerstädte
Flensburg ist seit 1961 Partnerstadt von Carlisle, das polnische Słupsk seit dem 3. April 1987. Die drei Städte gingen am 29. Juni 1988 eine Dreieckpartnerschaft ein.

## Söhne und Töchter der Stadt
- William Gilpin (1724–1804), Künstler, Geistlicher der Church of England, Schulleiter und Schriftsteller
- Edward Tiffin (1766–1829), Politiker
- Samuel Bough (1822–1878), Landschaftsmaler
- William Thomas Best (1826–1897), Organist
- John Cowans (1862–1921), General
- Adelina de Lara (1872–1961), Pianistin, Komponistin und Klavierlehrerin
- Sally Stewart (1911–2002), Schauspielerin
- George MacDonald Fraser (1925–2008), Autor
- Ernie Hudson (1926–2017), Fußballspieler
- Seamus O’Connell (1930–2013), Fußballspieler
- Ifor James (1931–2004), Hornist
- Gordon Adam (* 1934), Politiker
- Rish Gordon (* 1935), Glasgraveurin
- Margaret Forster (1938–2016), Lehrerin, Journalistin und Schriftstellerin
- Peter Thompson (1942–2018), Fußballspieler
- Frank Sear (* 1944), britisch-australischer Klassischer Archäologe
- David Bain (1945–2004), Altphilologe
- Roger Liddle, Baron Liddle (* 1947), Politiker
- Mike Figgis (* 1948), Regisseur
- Christopher Edmondson (* 1950), anglikanischer Bischof
- Richard Fletcher-Vane, 2. Baron Inglewood (* 1951), Peer und Politiker der Conservative Party
- Stephen Robson (* 1951), römisch-katholischer Bischof von Dunkeld
- Kevin Beattie (1953–2018), Fußballspieler
- David Geddis (* 1958), Fußballspieler
- John Spotswood (* 1960), Skilangläufer
- Adrian Johnston (* 1961), Filmkomponist
- Chris Palmer (* 1962), Motorradrennfahrer
- Graham Stuart (* 1962), Politiker
- Nicki French (* 1964), Sängerin und Tänzerin
- Moira Buffini (* 1965), Dramatikerin und Drehbuchschreiberin
- M. W. Craven (* 1968), Krimiautor
- Steve Harkness (* 1971), Fußballspieler
- Sarah Hall (* 1974), Schriftstellerin
- Steve Borthwick (* 1979), Rugby-Union-Spieler
- Grant Holt (* 1981), Fußballspieler
- Roxanne Pallett (* 1982), Filmschauspielerin
- Rose Kemp (* 1984), Sängerin und Gitarristin
- Ryan Bowman (* 1991), Fußballspieler
- Alex MacDowall (* 1991), Automobilrennfahrer
- Lauren Smith (* 1991), Badmintonspielerin
- Nick Miller (* 1993), Leichtathlet
- Eleanor Dickinson (* 1998), Radsportlerin
- Jarrad Branthwaite (* 2002), Fußballspieler